# Gynoplistia (Gynoplistia) variabilis variabilis
Gynoplistia (Gynoplistia) variabilis variabilis is een ondersoort van de tweevleugelige Gynoplistia (Gynoplistia) variabilis uit de familie steltmuggen (Limoniidae). De ondersoort komt voor in het Australaziatisch gebied.